# Artturi Virtanen
Artturi Ilmari Virtanen (n. 15 ianuarie 1895, Helsingfors, Imperiul Rus – d. 11 noiembrie 1973, Helsingfors, Finlanda) a fost un chimist finlandez, laureat al Premiului Nobel pentru chimie (1945).
Virtanen a fost profesor de biochimie la Universitatea din Helsinki (1939-1948) și director la Institutului de Cercetări Biochimice (din 1931). 